# Miskolczi Csulyak István
Miskolczi Csulyak István (Tolcsva, 1575 – Olaszliszka, 1646. január 4.) erdélyi református lelkész, zempléni esperes, költő.

## Élete
Lelkészcsaládban született, Tolcsván. Tanult Bodrogkeresztúron, Sárospatakon, Sátoraljaújhelyen, majd 1600-ban visszatér Sárospatakra, ahol Thököly Miklós nevelője lett. A következő évben Németországban, Görlitzben, majd 1603-ban Heidelbergben tanult Szenczi Molnár Alberttel együtt. 1607-ben Tarcalon iskolamester, majd esperes volt különböző településeken, Szerencsen (1608–1612), Miskolcon (1612–1616), majd Olaszliszkán.
Hatszor nősült, tíz gyereke született; fiai közül csak Gáspár nevű fia érte meg a felnőttkort. A politikában a Rákóczi-család híve, 1629-ben Rákóczi Zsigmond erdélyi fejedelem Zempléni esperesnek nevezte ki. Ő mondta a gyászbeszédet Rákóczi Zsigmond és Bocskai István felett. Egyházi kérdésekben konzervatív volt, elutasította a holland puritanizmust, haláláig prédikált ellene.

## Munkássága
Miskolczi Csulyak István teljes könyvtára, közte latin nyelven írt naplója, esperesi naplója, összeállított leveleskönyve, egyházkerületi látogatásának jegyzőkönyvei az utókorra maradtak. Költőként nem a vallásos témák vonzották, különböző alkalmakra (születés, lakodalom, halál) írt verseket. Kedvelte a játékos, szokatlan formákat. Jocoserum című lakodalmi csúfolója refrénjét („Hej fa la la, Hej jo lo lo”) Juhász Ferenc felhasználta a Tékozló ország egyik betétdalához.

## Művei
- Quas Iuveni, ut nobilitatis dotibus eximio, sic literarum cognitione exculto, Dn. Stephano Kegelio Posoniensi Pannonio, ex augusto Gorlicensium gymnasio abeunti In celeberrimam Academiam Witebergensem, boni et fausti ominis ergo scribebant Praeceptores et amici Archiválva 2021. március 4-i dátummal a Wayback Machine-ben, Wittenberg, 1602
- Miskolci Csulyak István: Prédikáció nagyságos Rákóczi Zsigmond temetésén. Szerencsen, az Úrnak 1609. évében, Boldogasszony havának 21. napján; életrajzi rész betühív átírása Zsinka Ferenc, szerk. Dienes Dénes; Tiszáninneni Református Egyházkerület–Hernád, Miskolc–Debrecen, 2008
- Pécseli Király Imre, Miskolczi Csulyak István és Nyéki Vörös Mátyás versei; sajtó alá rend. Jenei Ferenc et al., dallamok összeáll. Papp Géza; Akadémiai, Budapest, 1962 (Régi magyar költők tára, XVII. század)
- Zempléni vizitációk, 1629–1671. Miskolci Csulyak István zempléni esperes és hivatali utódainak feljegyzései; szerk. Dienes Dénes; Sárospataki Református Kollégium Tudományos Gyűjteménye, Sárospatak, 2008 (Acta Patakina)
- Hanc notitiae, benevolentiae, officiique aram virtuti, eruditioni, pietati, aut saltem rerum istarum amori sacra facturis, observantiae, amicitiae memoriaeque ergo l. m. q. statuit, vovet, dicat Stephanus P. Miscolcinus Ungarus Gorlici Lusatorium anno 1601 / Kísérő tanulmányok Miskolci Csulyak István peregrinációs albumához; tan. Jakó Zsigmond, Oláh Róbert; hasonmás kiad.; Hernád–TTRE Nagykönyvtára, Sárospatak–Debrecen, 2018